# Armutsforschung
Die Armutsforschung (englisch poverty research) ist als Forschungsgebiet ein Teil der empirischen Sozialforschung und befasst sich mit der Beobachtung, Analyse und Erforschung der Armut in der Welt.

## Allgemeines
Erkenntnisobjekt der Armutsforschung ist die Armut, ein schwer definierbarer Begriff. Dieser steht häufig in Zusammenhang mit sozial marginalisierten Gruppen wie Arbeitslosen, Obdachlosen und Alleinerziehenden. Sozialräumlich wird Armut mit so genannten sozialen Brennpunkten oder mit dem Begriff der Unterschicht (Prekariat) in Verbindung gebracht. Ausgehend von diesem Verständnis findet sich Armut nicht nur in Schwellenländern oder Entwicklungsländern, sondern auch in der so genannten westlichen Welt. Die Armutsforschung hinterfragt die Legitimität bestehender materieller und immaterieller Verteilungsstrukturen.
Die Problematik der Armutsforschung besteht in der Wahl einer Äquivalenzskala und der anschließenden Armutsmessung. Verständigen konnte man sich auf die Messung der Einkommensarmut, wobei in allen EU-Mitgliedstaaten einheitlich 60 % des äquivalenzgewichteten Medianeinkommens als Armutsschwelle definiert werden.

## Geschichte
Karl Marx propagierte 1861 mit seiner Verelendungstheorie den Klassenkampf, vermied jedoch eine genaue Analyse tatsächlicher Verarmungsprozesse. Marx meinte, dass in dem Maße, wie Kapital akkumuliert, sich die Lage des Arbeiters verschlechtern muss. Paul M. Sweezy zufolge hat Marx auf einem hohen Niveau der Abstraktion ein „allgemeines Gesetz der kapitalistischen Akkumulation“ mit der Tendenz zunehmender Verelendung des Proletariats formuliert, das aber nicht als „konkrete Voraussage zu interpretieren“ sei. Emil Münsterberg gilt wohl als erster deutscher Armutsforscher, der 1887 ein Buch über die deutsche Armengesetzgebung und ihr Reformpotenzial veröffentlichte. Charles Booth untersuchte 1890 das Arbeitsleben Londoner Bürger.
Weitere empirische Armutsforschungen fanden ab 1920 in den USA statt und konzentrierten sich auf die Untersuchung der Ghettos und Slums. Die Eröffnung des Institutes für Sozialforschung im Juni 1924 an der Universität Frankfurt am Main institutionalisierte die Armutsforschung. Ilse Arlt veröffentlichte 1925 einen Aufsatz über das neue Fachgebiet der Armutsforschung in einer im selben Jahr gegründeten Fachzeitschrift. Die empirische Armutsforschung begann in Österreich 1933, als Marie Jahoda erstmals mittels quantitativer und qualitativer Methoden die Wirkung von Verarmung erforschte. Oscar Lewis prägte 1959 den Begriff „Armutskultur“ (englisch poverty culture) im Zusammenhang mit der Armut in Städten Mexikos. Der 1965 von Daniel Patrick Moynihan erschienene Moynihan-Report sah in den Familienstrukturen der Schwarzen die Hauptursache ihrer Armut. Charles Murray zufolge erzeugten staatliche Wohlfahrtsprogramme höhere Arbeitslosigkeit und uneheliche Geburten.

## Arten
Unterschieden wird allgemein zwischen der statischen und dynamischen Armutsforschung. Die statische ist situativ ausgerichtet, hält zeitpunktbezogene Armutsdaten fest und ist im übertragenen Sinne ein Standbild. Die bisherige statische Armutsforschung wurde ab 1989 durch eine dynamische ergänzt, der zufolge Armut eine Lebensphase während einer Lebensgeschichte ist und kein Dauerzustand sein muss. Die dynamische Armutsforschung wertet mit Hilfe der Verlaufsanalyse und von Längsschnittstudien Zeitreihen aus und kann mit einem Film verglichen werden.

## Einkommensarmut
Gemessen wird die Armut anhand des Einkommens, das Privatpersonen oder Privathaushalte pro Jahr erzielen. Hieran kam 1972 erstmals Kritik auf, denn Armut sei auch das Ergebnis prekärerer Arbeits- und Lebensbedingungen. Als Einkommensgröße wird häufig das Pro-Kopf-Einkommen gewählt. Bei hohen Sozialstandards kann die „alte Armut“ (von Behinderten, Kranken und Witwen) durch Versicherungs- und Versorgungssysteme abgefedert werden. Als „neue Armut“ werden in den Industriestaaten die Kinderarmut und die Altersarmut eingestuft.
Einkommensarmut wird in den EU-Mitgliedstaaten in Armutsstudien bei einem Einkommen von 50 % des Durchschnittseinkommens angenommen, 40 % ist die Grenze für starke Armut, 60 % für schwache Armut (Armutsgefährdung, Armutsnähe). Die WHO und die OECD definieren Personen, die vom Median des Netto-Äquivalenzeinkommens weniger als 50 % zur Verfügung haben, als arm. Andere Teile der Fachliteratur sehen die Armutsgrenze (englisch poverty line) bei 15 % des Durchschnitts- oder Pro-Kopf-Einkommens.

## Äquivalenzskala
Sie nimmt eine Gewichtung des Bedarfs für einzelne Mitglieder eines Privathaushalts vor, um die Haushaltseinkommen in personelle Wohlstandsindikatoren umzurechnen. Eine weit verbreitete Äquivalenzskala ist die OECD-Skala. Diese berücksichtigt den Haushaltsvorstand mit einer Gewichtung von „1“, weitere Haushaltsmitglieder ab 15 Jahren mit „0,5“ und Kinder unter 15 Jahren mit „0,3“.

## Armutsmessung
Der wohl grundlegendste Armutsforscher und Nobelpreisträger Amartya Sen legte 1976 eine Arbeit vor, in der zunächst arme Personen identifiziert wurden und dann mit Hilfe der Armutsquote ihr Anteil an der Gesamtbevölkerung gemessen wurde. Die bei ihm auf absolute Armut ausgerichteten Überlegungen wurden jedoch zur Bestimmung der relativen Armut – einem Mangel an Verwirklichungschancen – umgedeutet.
Geringes Einkommen bedeutet geringe Kaufkraft, so dass im Extremfall nicht einmal die Grundbedürfnisse Gesundheit, Kleidung, Nahrung, Trinkwasser oder Wohnung befriedigt werden können. Zur Ermittlung von relativer Einkommensarmut wird häufig das mittlere Einkommen bevorzugt, da es im Gegensatz zum arithmetischen Mittel unempfindlicher gegenüber Extremwerten ist.
Die Bruttonationaleinkommenkategorisierung der Weltbank differenziert für 2024 die Pro-Kopf-Einkommen {\displaystyle PKE} nach dem Bruttonationaleinkommen {\displaystyle BNE} und stellt dieses der Bevölkerung {\displaystyle P} gegenüber:
{\displaystyle PKE={\frac {BNE}{P}}}.
Daraus entwickelte sie folgende Klassifizierungen, denen einzelne Staaten zugeordnet werden:
| Klassifizierung             | {\displaystyle BNE} in US-Dollar pro Kopf und Jahr | Beispiele                                            |
| --------------------------- | -------------------------------------------------- | ---------------------------------------------------- |
| Low Income Country          | ≤ 1135                                             | Afghanistan, Burkina Faso, Burundi, Somalia, Sudan   |
| Lower Middle Income Country | 1136 bis 4465                                      | Bangladesch, Bolivien, Indien, Indonesien            |
| Upper Middle Income Country | 4466 bis 13845                                     | Albanien, Irak, Kuba, Mexiko, Türkei                 |
| High Income Country         | < 13846                                            | Deutschland, Österreich, Schweiz, Vereinigte Staaten |

Trotz teilweise hohem Wirtschaftswachstum ist das Wohlstandsgefälle in keinem Kontinent so groß wie in Asien. Spitzenreiter  Volksrepublik China und  Japan werden gefolgt von den reichen Stadtstaaten  Hongkong und  Singapur, während auf der untersten Stufe  Bangladesch,  Bhutan oder  Kambodscha stehen.
Der erste Armuts- und Reichtumsbericht der Bundesregierung aus 2001 wurde unter anderem dafür kritisiert, dass er mehr als 20 Antworten auf die Frage enthielt, wie viele Personen in Deutschland arm seien. Hierin wurden in Westdeutschland für 1998 zwischen 5,3 % und 20,0 % und gleichzeitig in Ostdeutschland zwischen 2,8 % und 29,6 % arme Personen ausgewiesen.

## Armutsgrenze
Zur Festlegung der Armutsgrenze wird einerseits auf die Sozialhilfestatistik zurückgegriffen. Als quasi-offizielle Armutsgrenze dient das Leistungsniveau der laufenden Hilfe zum Lebensunterhalt, da dieses als soziokulturelles Minimum einer menschenwürdigen Lebensführung gilt. Andererseits wird die relative Armut berücksichtigt, wobei die Armutsschwelle im Verhältnis zum Durchschnittseinkommen festgelegt wird. 40 % des Durchschnittseinkommens ist strenge oder starke Armut, 50 % Armut und 60 % Einkommensschwäche oder Armutsnähe.

## Wirtschaftliche Aspekte
Ergebnisse der Armutsforschung sind Begriffe wie absolute und relative Armut, Armutsgrenze, Armutsmessung, Armutsnähe oder Äquivalenzskala. Die Geschichte der Armutsforschung zeigt, dass sowohl induktive als auch deduktive Ansätze leicht an wissenschaftlicher Integrität verlieren, wenn die untersuchten sozialpolitischen Fragen stark moralisch und ideologisch besetzt sind. Auch in der deutschen Armutsforschung haben sich zwei Konzepte herauskristallisiert: die absolute und relative Armut. Erstere liegt vor, wenn das Existenzminimum einer Person unterschritten wird und ein Mangelzustand auftritt, der das Überleben gefährdet (Grundbedürfnisse auf Gesundheit, Kleidung, Nahrung, Wohnung sind nicht mehr gesichert). Von relativer Armut wird gesprochen, wenn entweder Ressourcen zu gering sind oder fehlen (Einkommensarmut) oder Unterversorgung in mehreren Lebensbereichen gegeben ist, so dass die durchschnittliche Lebensqualität nicht mehr erreicht wird.
Im Sozialstaat und Wohlfahrtsstaat wird die Armut vorwiegend als Einkommensarmut aufgefasst, aber zunehmend auch die Teilhabe an und die Integration in nicht-monetäre Bereiche erfasst (Ausgrenzung, Deprivation).
Die dynamische Armutsforschung hat gezeigt, dass die Armen durchaus handlungsfähig sind und dass Armutslagen oft mit Ereignissen im Lebensverlauf verknüpft sind. Solche Ereignisse sind insbesondere Arbeitslosigkeit, Ehescheidung oder Wohnungsverlust.
Die Erkenntnisse der Armutsforschung können in der Wirtschaftspolitik und Sozialpolitik verwertet werden.